# Enrique Peñalosa
Enrique Peñalosa Londoño (Washington D. C., 30 de septiembre de 1954) es un político colombiano (ciudadano estadounidense entre 1954 y 1975). 
Fue alcalde mayor de Bogotá en dos ocasiones.
Estudió artes liberales en la Universidad de Duke, donde obtuvo un B.A y realizó un diplomado de estudios avanzados en administración pública en la Universidad de París II (Universidad Panthéon-Assas). Se desempeñó como investigador de Anif, profesor y decano de la Universidad Externado de Colombia.
Ocupó diversos cargos públicos: director de Planeación de Cundinamarca, Subgerente de la Empresa de Acueducto y Alcantarillado de Bogotá, Secretario Económico del expresidente Virgilio Barco, y Director del Instituto Colombiano de Ahorro y Vivienda, hasta 1997.
En 1990 fue elegido como representante por el Partido Liberal Colombiano a la Cámara de Representantes por Bogotá. En 1992, se postuló a alcalde de Bogotá, por lo que renunció a su ciudadanía estadounidense, pero no fue elegido como el candidato de su partido para las elecciones. En 1994, logró ser candidato de su partido en las elecciones locales resultando en el segundo puesto con un 34,41 por ciento de diferencia. 
En 1997, resultó elegido alcalde en elecciones locales. En las elecciones locales de 2007 presentó nuevamente su campaña para la Alcaldía de Bogotá, en las que resultó derrotado frente a Samuel Moreno.
Desde septiembre de 2009 se adhirió al Partido Verde, actualmente conocido como Alianza Verde tras la vinculación del Partido Progresista, junto con los también exalcaldes de Bogotá, Luis Eduardo Garzón y Antanas Mockus.
En 2011, se postuló nuevamente, a través de este partido, para alcalde de Bogotá, fue derrotado por Gustavo Petro. En 2014, fue elegido como candidato presidencial para las elecciones de ese año por la Alianza Verde llegó en quinto lugar. El 25 de octubre de 2015, fue elegido nuevamente alcalde de Bogotá.
Además en 2009 fue elegido presidente de la junta directiva del Instituto para el Desarrollo de Políticas para el Transporte(ITDP), una organización sin ánimo de lucro con sede en Italia la cual se dedica a promover el uso de sistemas BRT así como políticas de transporte sostenible. Peñalosa ocupó dicho cargo hasta 2015 cuando fue elegido alcalde de Bogotá por segunda ocasión. 
Fue candidato presidencial por el partido de la U en la coalición Equipo por Colombia en 2022.

## Biografía
Nació el 30 de septiembre de 1954 en Washington D. C. Hijo de Cecilia Londoño y Enrique Peñalosa Camargo, político colombiano quien se desempeñó como ministro de Agricultura, subsecretario general de las Naciones Unidas, y embajador permanente de Colombia en la ONU. Estudió en el Gimnasio Campestre y en el Colegio Refous del cual no se graduó. A los 15 años se trasladó junto a su familia a Estados Unidos debido al trabajo de su padre como embajador de Colombia ante la Organización de las Naciones Unidas. Allí entraría a estudiar un B. A en la Universidad Duke.
Ha ocupado diferentes cargos de carácter público y privado como director para Colombia de la firma consultora Arthur D. Little, presidente del Instituto Colombiano de Ahorro y Vivienda (ICAV), secretario Económico del Presidente Virgilio Barco, decano de la facultad de Administración de Empresas de la Universidad Externado de Colombia, vicepresidente Comercial y Administrativo de la Empresa de Acueducto y Alcantarillado de Bogotá, y director de Planeación de Cundinamarca, entre otros.

### Trayectoria política

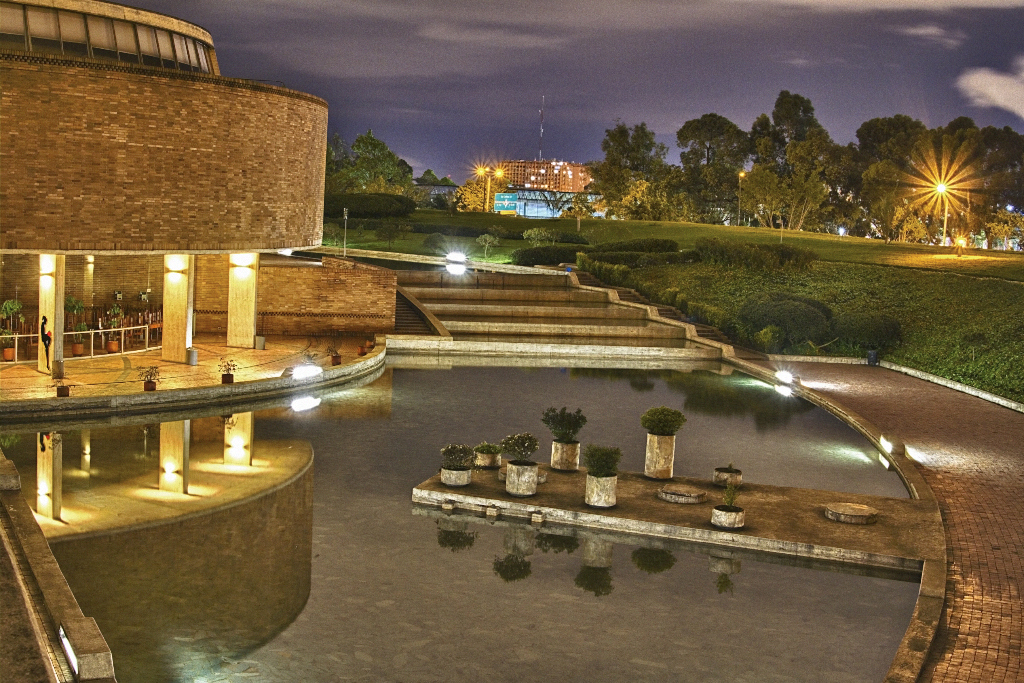
Biblioteca Virgilio Barco, resultado del Plan de Desarrollo impulsado por Peñalosa.

Comenzó su carrera política en el Partido Liberal, de la mano de su padre quien era una de las figuras más importantes del partido. Fue diputado en la Asamblea de Cundinamarca en 1984 y en 1986 fue secretario económico del entonces presidente Virgilio Barco donde su padre era uno de los principales asesores. En 1990 se lanzó como representante por Bogotá a la Cámara de Representantes, resultando elegido.
Lanzó su candidatura en 1991 para las elecciones a la Alcaldía de Bogotá pero fue derrotado por el exministro Jaime Castro Castro. Con la elección de César Gaviria incrementó su influencia dentro del partido al ser considerado parte de la «nueva derecha», conformada por el ala neoliberal del Partido Liberal a la cual pertenecía el entonces presidente. En 1992 ofició como presidente del Instituto Colombiano de Ahorro y Vivienda. Posteriormente fue nombrado por Gaviria como director del Instituto Colombiano de Ahorro y Vivienda donde defendió e impulsó la implementación y desregulación del sistema UPAC.
En 1994 el entonces presidente Gaviria le ofreció ser embajador en Brasil pero Peñalosa declinó la propuesta para lanzarse a la consulta interna del Partido Liberal para escoger candidato a la alcaldía de Bogotá. Tras derrotar a Antonio Galán quien representaba el ala izquierdista en la consulta interna del partido, se enfrentó al candidato independiente Antanas Mockus, quien lo derrotó. A continuación lo contrató la compañía Arthur D. Little para ser el gerente. En 1997 se lanzó nuevamente como candidato a la Alcaldía con el movimiento cívico Por la Bogotá que Soñamos, y fue elegido.
Luego de su gestión como alcalde entre 1998 y 2000, en septiembre de 2004, se lanzó como precandidato a las elecciones presidenciales de 2006 por el Partido Liberal bajo la condición de que Gaviria fuese electo presidente del partido. En junio de 2005 durante el Segundo Congreso Nacional Liberal, Gaviria fue elegido presidente de dicha colectividad. Durante dicha cumbre el exalcalde se opuso a la decisión del partido de declararse en oposición al Gobierno de Álvaro Uribe. En julio de ese mismo año el presidente Uribe le ofreció ser embajador de Colombia en Estados Unidos pero este aparentemente rechazó la oferta. En noviembre de ese año desistió de sus pretensiones cuando la Corte Constitucional aprobó el acto legislativo que permitió la reelección de Uribe. Peñalosa apoyó la campaña de reelección del presidente Uribe.
Tras abandonar la contienda presidencial optó por intentar llegar al Congreso. Creó su propio partido político llamado «Por el País que Soñamos» de carácter independiente, con él como cabeza de lista cerrada para el senado. Inicialmente su decisión de usar su foto como logotipo que su partido usaría en el tarjetón fue vetada por el Consejo Nacional Electoral, pero un fallo de juez de tutela permitió que se usara la imagen del candidato, cuando su partido era el único partido en usar la imagen de un candidato como logotipo durante aquellas elecciones. Durante las elecciones, «Por el País que Soñamos» contó con el apoyo del entonces presidente y candidato Uribe. Su partido obtuvo 1,80 por ciento, lo cual no fue suficiente para que Peñalosa obtuviese un escaño como senador. Sin embargo, «Por el País que Soñamos» logró elegir dos representantes a la Cámara, entre ellos a Simón Gaviria, hijo de Gaviria. Su partido no obtuvo suficientes votos para conservar su personería jurídica.
Fue candidato a la Alcaldía por tercera vez en las elecciones de 2007, esta vez por recolección de firmas bajo el nombre de «Peñalosa alcalde». A su candidatura se unieron el Partido Liberal y el partido de la U. Sin embargo, una disidencia liberal en la cual militaron personas como Antonio Galán, Ernesto Samper y Piedad Córdoba apoyaron a su contrincante Samuel Moreno. También recibió el apoyo del Partido Cambio Radical. El voto para dichas elecciones se consolidó en un bloque de centroderecha representado por Peñalosa y un bloque de izquierda representado por Samuel Moreno, quien obtuvo 915 000 votos frente a los 589 000 votos obtenidos por Peñalosa.
Tras su derrota se unió a varios políticos para conformar un movimiento que en sus momentos fue apodado «los quíntuples» integrado por Mockus, Sergio Fajardo, Luis Eduardo Garzón y Marta Lucía Ramírez. Inicialmente exploraron la posibilidad de crear una colectividad con el objetivo de lanzar una lista al Congreso y tener candidato propio a las elecciones presidenciales. Sin embargo, poco después, Fajardo y Marta Lucía dejaron el grupo por lo que la colectividad compuesta por los exalcaldes Garzón, Mockus y Peñalosa pasó a denominarse en la opinión pública como «los tres tenores», «los tres mosqueteros» o «los tres chiflados». Este grupo se unió con el partido Verde Opción Centro para crear el Partido Verde. Fue precandidato por el Partido Verde a las elecciones presidenciales de Colombia de 2010. El candidato del Partido Verde fue elegido mediante consulta interna en la cual votaron más de 1,8 millones de personas. Mockus obtuvo el primer lugar con 822 000 votos mientras Peñalosa obtuvo 489 000. Tras esto pasó a apoyar a Mockus para la presidencia y se lanzó a la alcaldía de Bogotá por cuarta vez para las elecciones locales de 2011. A su campaña se adhirieron el partido de la U y el Partido Conservador. Durante las elecciones tuvo el apoyo del expresidente Uribe, lo cual generó disputas internas dentro del partido. El partido se dividió cuando Antanas Mockus decidió lanzarse por firmas, aunque finalmente retiraría su candidatura. Perdió las elecciones ante Gustavo Petro.

### Candidato presidencial 2013
En 2013 se lanzó como precandidato presidencial por la Alianza Verde. En 2014, junto a las Elecciones Legislativas se realizó la «la consulta verde», Peñalosa fue elegido con más de dos millones de votos como el candidato de esa coalición para las elecciones presidenciales de Colombia de 2014. Quedó en quinto lugar con el 8,28 % de los votos durante la primera vuelta.

### Consultor internacional
Peñalosa se ha desempeñado como consultor internacional en temas de urbanismo, se ha desempeñado en varias fundaciones internacionales promoviendo y aconsejando ciudades con respecto a la adopción de sistemas de Autobús de tránsito rápido (BRT por sus siglas en inglés) y ciclovías. En el 2009 fue elegido presidente del Institute for Transportation & Development Policy, una ONG que promueve internacionalmente y brinda consultorías sobre la implementación de ciclovías, pasajes peatonales y sistemas BRT. En 2012 fue uno de los conferencistas principales en el Volvo Ocean Race.

### Controversia por su titulación académica
En 2016 fue denunciada una diferencia de lo que se había publicado en varios medios de comunicación y en la página de la Alcaldía de Bogotá, Peñalosa no poseía un título de doctorado. Peñalosa respondió señalando que él personalmente nunca había dicho que tuviese un doctorado. También mostró su hoja de vida oficial en la que no se hace mención de ningún doctorado. Manifestó que la información distribuida en el día de su posesión y en la página de Internet del Distrito se debían a un error de un comunicador de su equipo de Gobierno. No obstante en entrevistas dadas en 2014 y 2015 a los diarios El Universal y el brasileño O Globo Peñalosa aseguró tener un doctorado.
Posteriormente, el 22 de mayo de 2016, Yohir Akerman, columnista del diario El Espectador, publicó una columna que hacia eco a otra denuncia de Carlos Carrillo y Juana Afanador sobre la falsedad del título de maestría en Gobierno del IIAP en París. El secretario general de la IIAP confirmó que Peñalosa estuvo en esa institución pero estableció que no cursó una maestría en gobierno como dice en la hoja de vida oficial, sino que estuvo once meses haciendo cursos en la «sección Métodos Modernos de Administración Pública». Finalmente en junio de 2017 en un foro frente al procurador general de la Nación Peñalosa admitió no tener maestría ni doctorado.

## Alcalde de Bogotá 1998-2000

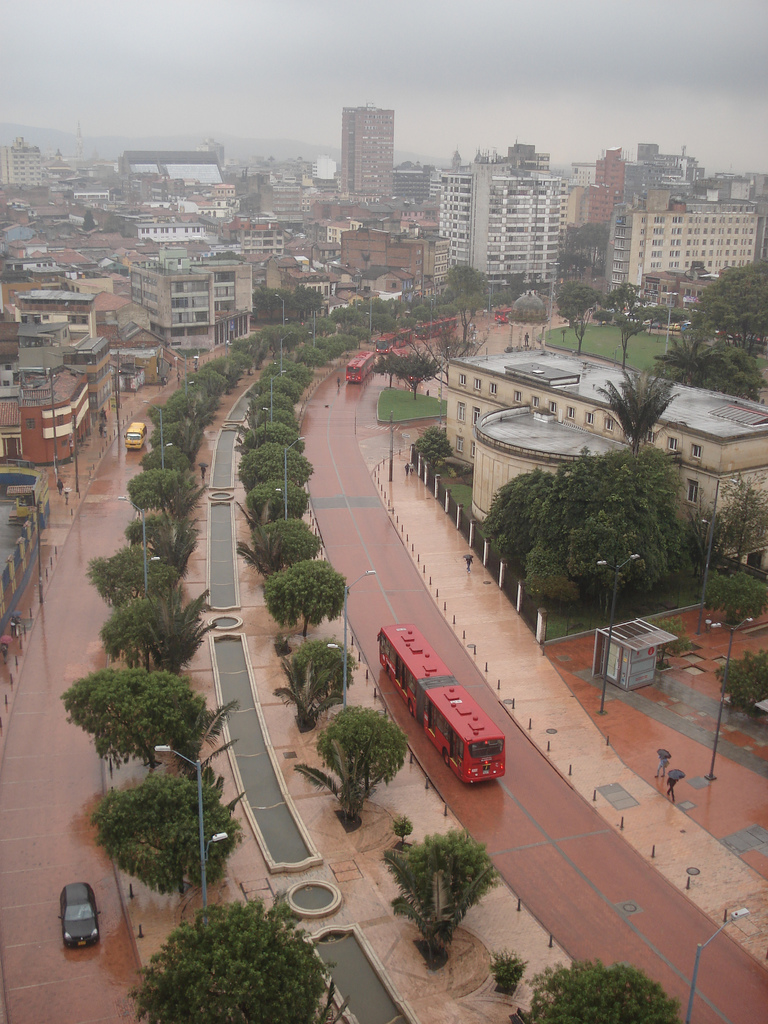
Eje ambiental de Transmilenio.

### Candidatura
En 1997 Peñalosa resultó ganador de las elecciones locales de Bogotá de 1997 con un 48,08 por ciento como candidato independiente con el movimiento cívico «Por la Bogotá que Soñamos» y ejerció como alcalde desde el 1 de enero de 1998 hasta el 31 de diciembre de 2000.

### Gestión
Durante sus primeros meses en el cargo, Peñalosa adelantó una política de control y evicción de vendedores informales de espacios públicos a lo que denominó «recuperación del espacio público» que causó cierta polémica y enfrentamientos con sectores de la economía informal. En su primer año de gestión llegó a tener una impopularidad del 85 por ciento y una iniciativa de revocatoria a marzo de 1999.
Ejecutó el Plan de Desarrollo «Por la Bogotá que todos queremos» con la construcción de la ciudadela «Ciudad el Porvenir», el cual fue ideado en la administración de Antanas Mockus. El proyecto fue finalizado en la segunda administración de Antanas Mockus.
Entre las obras de infraestructura que se comenzaron a ejecutar durante su administración están las bibliotecas El Tintal, El Tunal y la Biblioteca Virgilio Barco, cinco bibliotecas menores y once barriales.
En temas de movilidad descartó los planes de la agencia de cooperación japonesa (JICA) de construir un sistema basado en metros subterráneos y autopistas elevadas para enfocarse en la adopción de un sistema BRT el cual fue nombrado Transmilenio. Con la implementación del sistema se sentaron los lineamientos para la chatarrización de buses viejos. Instauró el «pico y placa» como medida para mejorar la movilidad. Así mismo, implentó el Día sin Carro en Bogotá en febrero de 2000, el cual fue avalado mediante consulta popular.

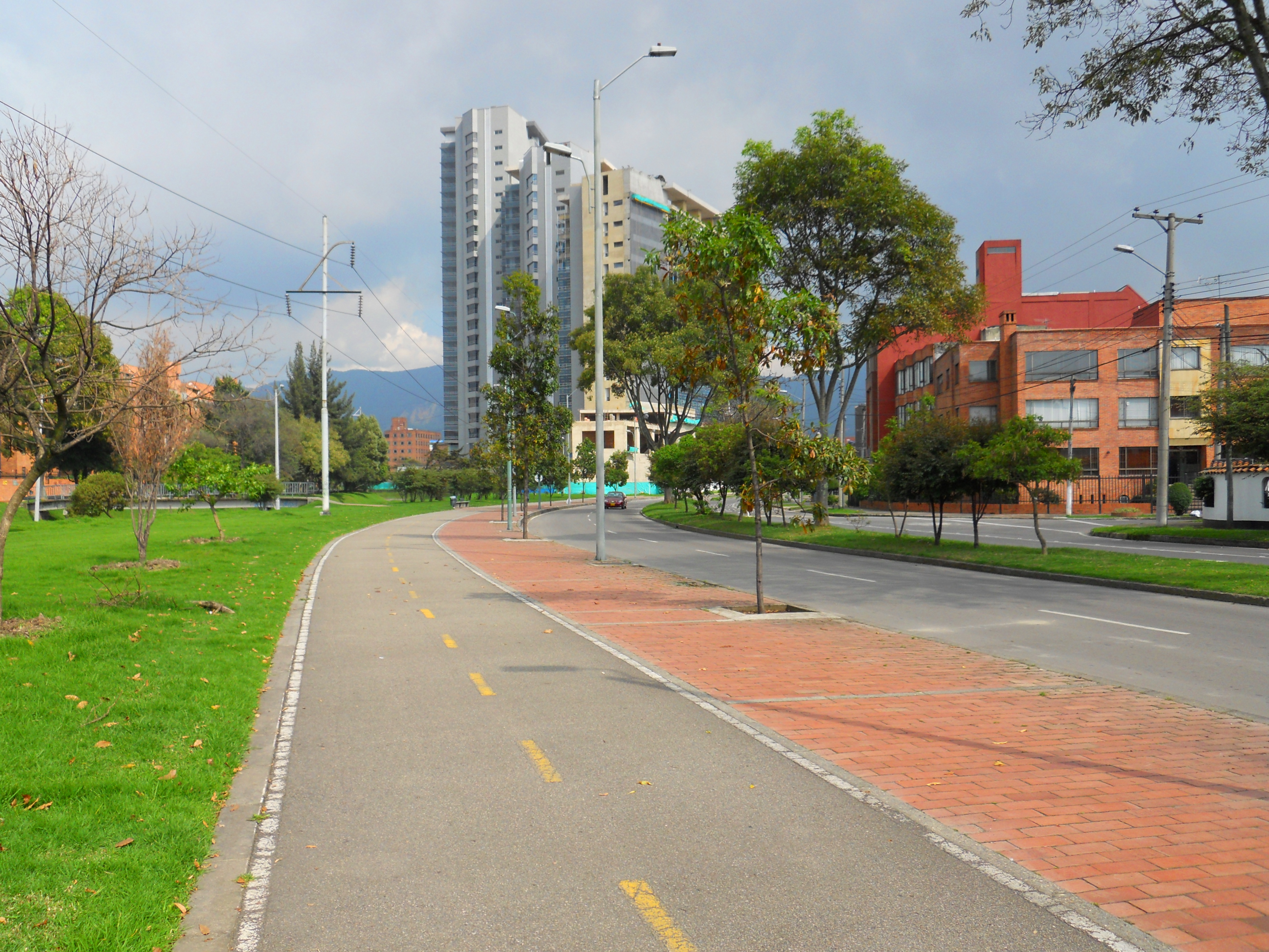
Ciclorruta construida durante el gobierno de Peñalosa en la calle 111, alameda del río Molinos, hacia la carrera 47.

Durante su gestión se extendió el acueducto y alcantarillado de Bogotá a 22 mil viviendas de los estratos uno y dos brindando servicio de agua potable. Igualmente, legalizó 112 barrios de invasión, concedió títulos a aquellos que hubiesen edificado en dichos sectores con anterioridad al 9 de agosto de 1996. Así mismo, subscribió los primeros acuerdos de alimentación escolar con el Banco Mundial, y ejecutados a través de la Secretaría de Educación a cargo de Cecila María Vélez White.
Durante su gestión, el atraco callejero en Bogotá pasó de 11 732 casos en 1998 a 7764 casos en 2000, una reducción del 33,8  por ciento según la Contraloría de Bogotá. Expropió y demolió «la calle del Cartucho», conocido como un foco de violencia y drogas, y construyó sobre dicho «barrio» el Parque Tercer Milenio.

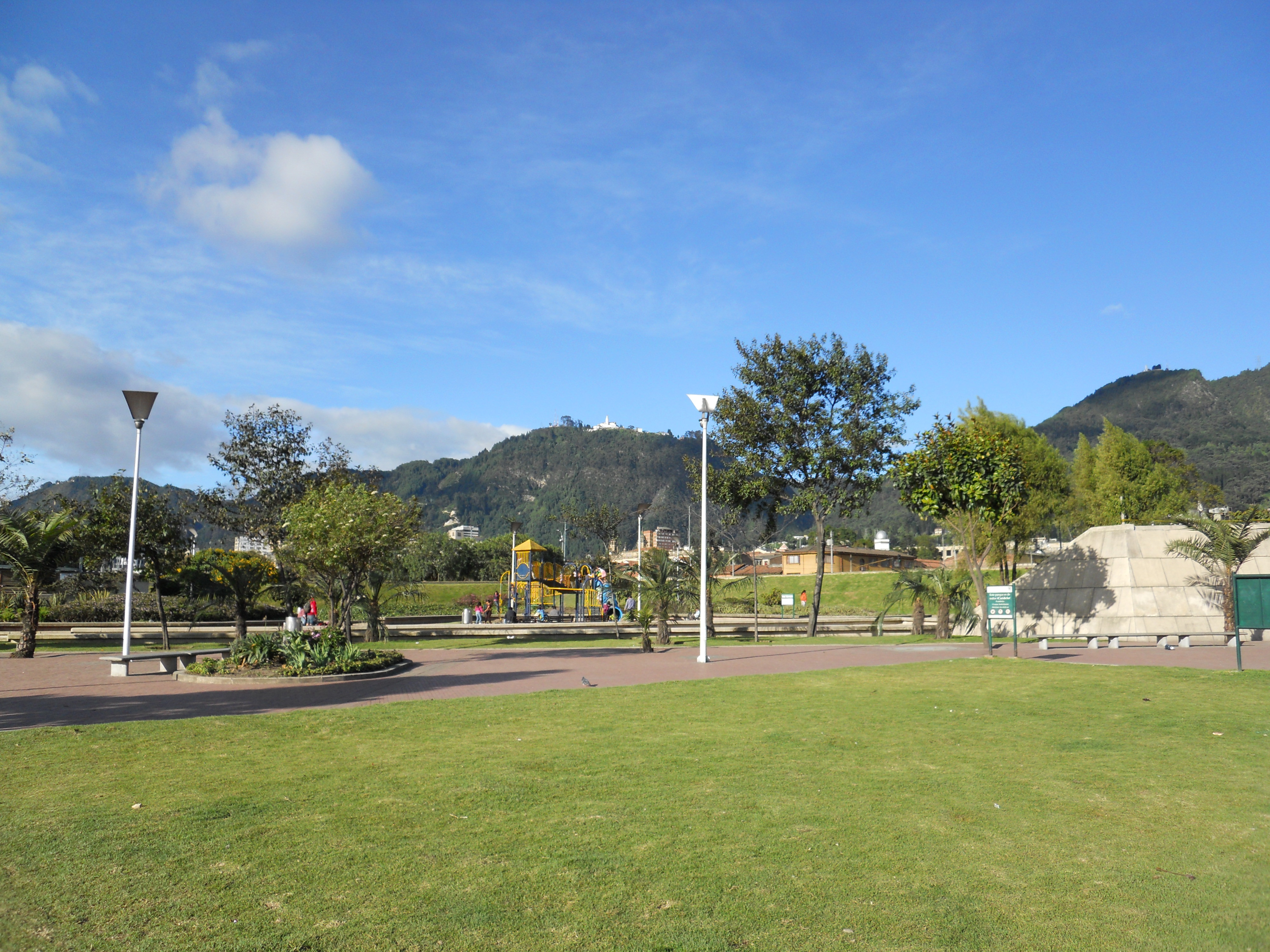
Parque Tercer Milenio, diseñado durante la primera administración de Peñalosa como alcalde de Bogotá.

Se continuó con políticas denominadas de «cultura ciudadana» que buscaban alinear el concepto de ley, moralidad y cultura mediante «comunicación creativa y ejercicio de la autoridad», como la llamada estrategia de prevención de accidentalidad «Visión 0» de Antanas Mockus. Se continuó con la hora zanahoria, extendida hasta las dos de la mañana y luego se volvió al horario de la una de la madrugada, la prohibición del uso de pólvora para la protección de menores, el control de las cebras en las intersecciones, y la obligatoriedad de uso de casco y chaleco reflector para motociclistas, entre otros.
Peñalosa enfatizó la importancia de la cultura ciudadana, y lanzó campañas masivas desde noviembre de 1998 dentro del programa Misión Bogotá, que sirvió como formalización y expansión de las iniciativas originales de los mimos de Antanas Mockus. Misión Bogotá el cual consistía de programas de vigilancia en las comunidades, generación de espacios de orden, con andenes, arborización y parques como el creado con la expropiación del campo de polo del Club El Country de Bogotá en el año 2000, e iniciativas de convivencia tales como los Centros de Conciliación.

### Losas de TransMilenio

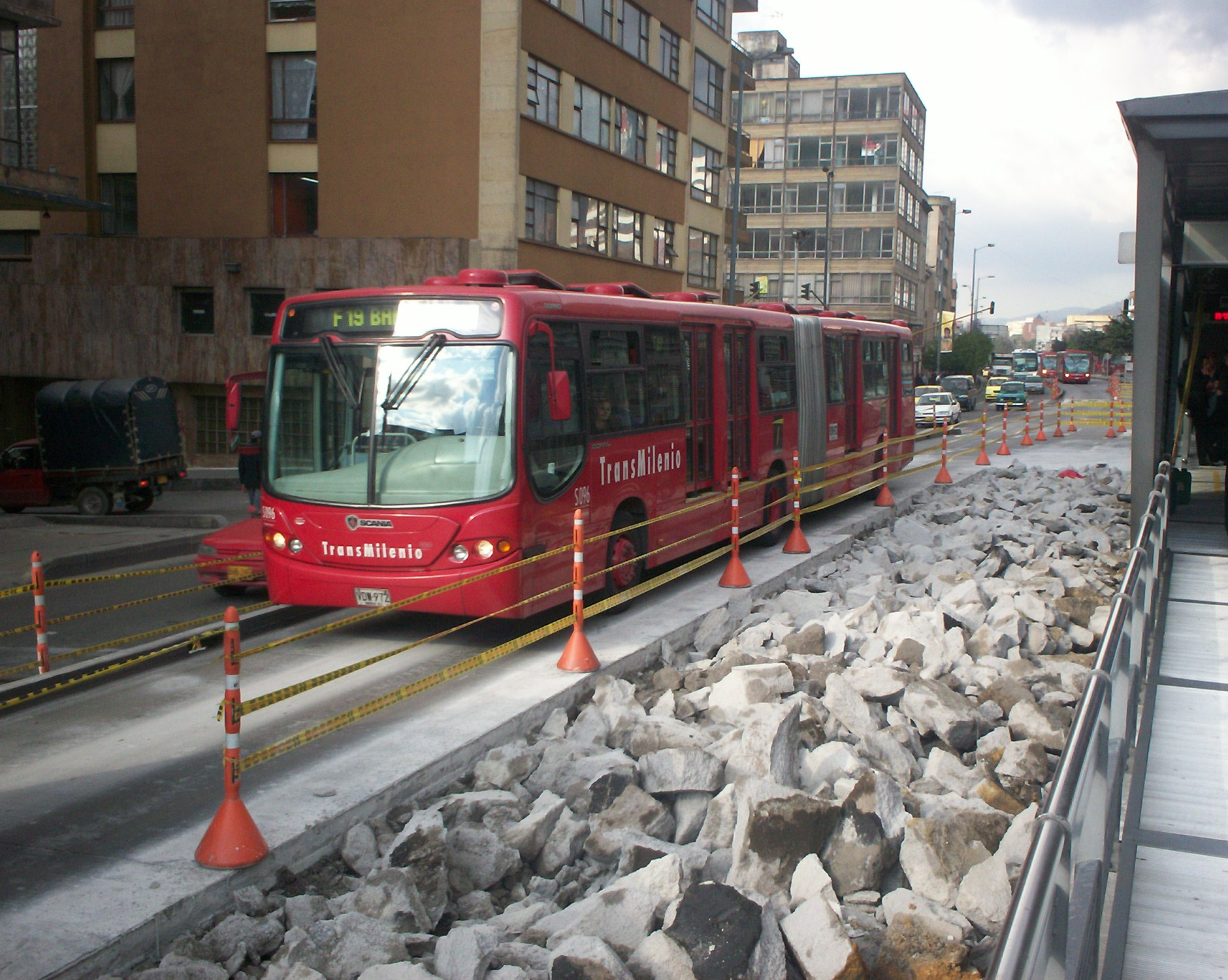
Reparación de losas del sistema Transmilenio.

Debido a un defecto en la contratación de la construcción la fase I de Transmilenio 7580 losas de concreto tuvieron que ser remplazadas a un costo de 57 mil millones de pesos.
En 2004, una auditoría de la Contraloría General evaluó el detrimento causado al erario durante la construcción de las losas en 79 mil millones de pesos.
Como consecuencia de lo anterior, el director del Instituto de Desarrollo Urbano de ese entonces, Andrés Camargo Ardila fue condenado por el delito de celebración de contratos sin cumplimiento de los requisitos legales y peculado culposo.

## Alcalde de Bogotá 2016-2019

### Candidatura
El 25 de octubre, fue elegido nuevamente alcalde de Bogotá con más del 32,98  por ciento de los votos. Fue candidato por firmas con su agrupación «Equipo por Bogotá», y contó con el apoyo de Cambio Radical y del Partido Conservador en su candidatura a la alcaldía. De 5 453 086 de votos potenciales, 2 811 209 participaron,  Peñalosa recibió 903 764, es decir el 33,10 por ciento.

### Gestión
La segunda gestión de Peñalosa como alcalde de Bogotá, a diferencia de la primera, fue marcada por una alta impopularidad y desaprobación de su programa de gobierno. Como resultado la administración lanzó una campaña publicitaria denominada «impopulares pero eficientes». Según INVAMER durante su mandato su aprobación osciló entre el 19 y 34 % mientras que su desaprobación osciló entre 55 y 62 %. Durante su gobierno tuvo que afrontar un referendo de revocatoria de mandato que pese a reunir 700.000 firmas fue anulado por el Consejo Nacional Electoral. Igualmente afrontó fuertes protestas durante el paro nacional. Tres días después de iniciadas las protestas un escuadrón del ESMAD —el cual nominalmente estaba bajo el mando de la alcaldía— dio muerte al bachiller Dilan Cruz, lo cual generó indignación nacional. El alcalde Peñalosa manifestó que él no fue quien ordenó el despliegue del ESMAD en dicha ocasión culpando al Gobierno Nacional de haber dado la orden.
El 29 de abril de 2016 se presentó ante el Consejo de la ciudad el Plan Distrital de Desarrollo. En el plan, el 49 % de la inversión está destinada para movilidad y el 51 % para los rubros restantes. La inversión total del Plan de Desarrollo es de 96,1 billones de pesos. Entre las medidas aprobadas por el Concejo están: la creación de peajes urbanos, cobros por congestión, la creación de un sistema de exenciones al pico y placa por tarifa, revisar los subsidios para estratos bajos, eliminar los subsidios de transporte para estudiantes del Distrito y demás. Entre las propuestas rechazadas estuvieron: la creación de la sobretasa de parqueaderos, reportar a morosos de impuestos a las centrales de riesgos.

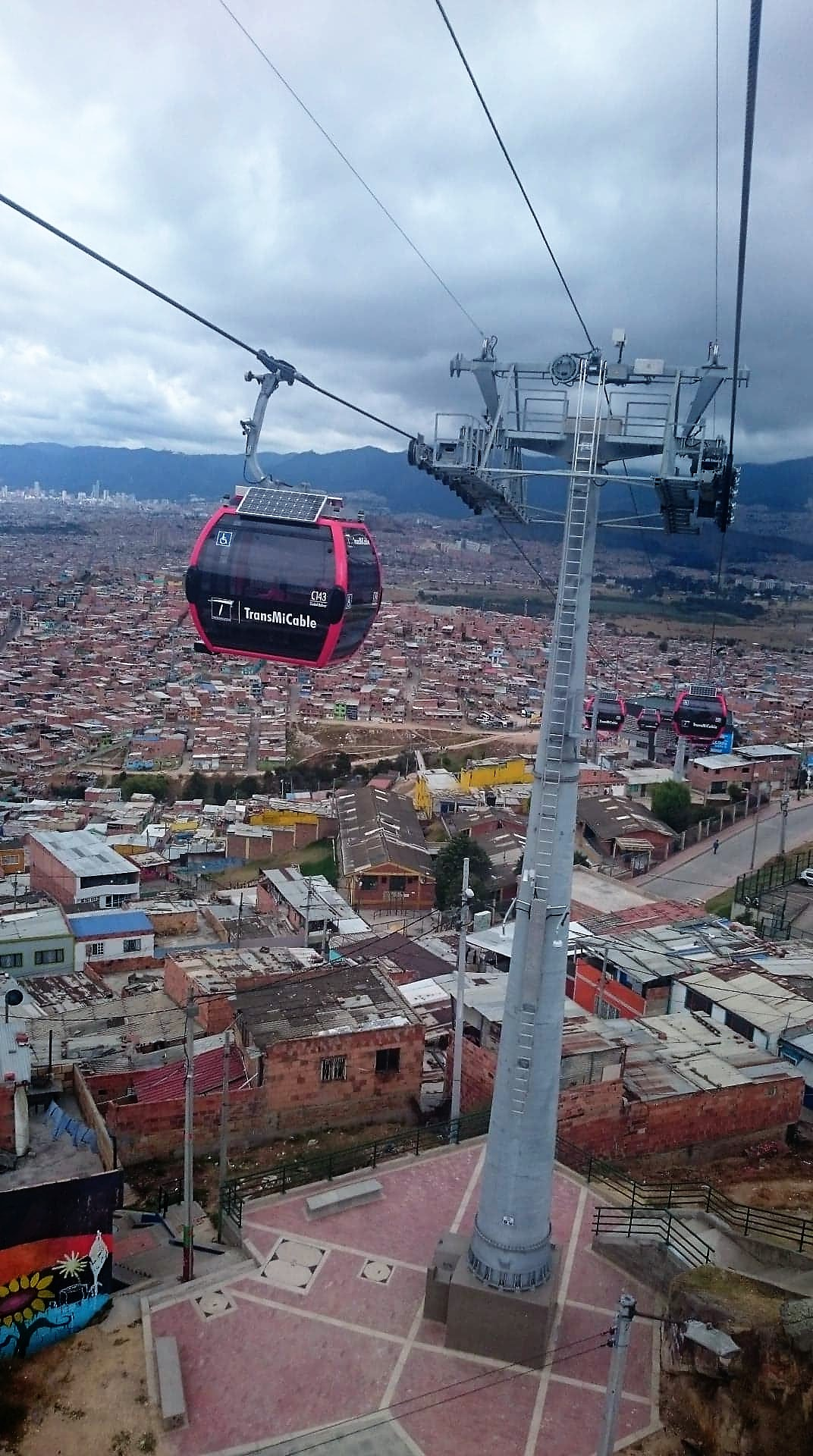
TransMiCable construido durante la segunda alcaldía de Peñalosa en la localidad de Ciudad Bolívar al sur de Bogotá

En seguridad, se creó el Centro de Comando y Control que centralizaría el monitoreo de las cámaras de seguridad de Bogotá. A principios de 2018 se prohibió a los motociclistas transportar a hombres como pasajeros (parrilleros) mayores de 14 años, pues en el 2017 el número de hurtos cometidos por motociclistas con pasajeros aumentó un 75,4 %. En cuanto a homicidios, Bogotá ha reducido el número de víctimas en 22 %, bajando de 616 a 479 al comparar el primer semestre de 2016 y 2019, es la tasa de homicidios más baja en Bogotá en más de 10 años.
Durante su gobierno se anunció el rediseño del Metro de Bogotá, pese a que en campaña dijo que estaba abierto a estudiar la posibilidad de un metro mixto con partes elevadas y soterradas, al ganar las elecciones anunció que estructuraría un proyecto totalmente elevado. El 25 de abril de 2016 el Concejo de Bogotá aprobó la creación de la empresa «Metro de Bogotá S.A.». Luego de que el Concejo de la ciudad aprobara las vigencias futuras para la construcción del metro, el presidente de la República aprobó las vigencias futuras correspondientes a la Nación. Con los recursos asegurados por ambas partes en noviembre de 2017 se firmó convenido de cofinanciación aprobado por el Consejo Superior de Política Fiscal (CONFIS) el cual tenía por objeto asegurar los recursos para la obra. En octubre de 2018 hizo públicos los requisitos que debían cumplir los interesados en participar en la licitación del diseño, construcción, operación y mantenimiento del metro. En 2019, un informe de la controlaría distrital encontró 45 irregularidades en los manejos de la empresa Metro de Bogotá S.A.. Ante estos hallazgos el alcalde solicitó que la Contraloría General de la Nación asumiera la investigación y retirara de la misma a la controlaría distrital para, según su opinión, no politizar los hallazgos. El proceso de licitación del metro duró más de un año, tiempo en el cual el número de empresas interesadas fue disminuyendo hasta que en octubre del 2019 se adjudicó el diseño, la construcción y la operación del sistema de transporte a un consorcio conformado en su mayoría por capital chino.
Descartó planes de construir un sistema de tranvía por la Carrera Séptima por considerar mejor en relación costo beneficio construir un sistema de Transmilenio. Posteriormente un juez ordenó la suspensión del proyecto de Transmilenio por la Séptima. Hizo rediseñar la troncal de Transmilenio por la avenidas Boyacá y avenida 68 para incrementar la capacidad de pasajeros.
En materia de salud desmontó los CAMAD (Centro de Atención Móvil para Drogodependientes). Durante su primer año congeló el 40 % del presupuesto de salud. También decidió salvar a Salud Capital inyectándole 150 000 millones de pesos en el momento en el que la Superintendencia de Salud le hacía seguimiento a la misma, y a la vez la Contraloría solicitaba que fuera liquidada. Reorganizó el servicio de Salud en la Capital implementándose lo que el Distrito denominó «Red Integrada de Servicios de Salud» conformada por cuatro subredes que administran independientemente los 22 hospitales de la ciudad.
En educación, dejó 39 colegios entre nuevos y reconstruidos, la mayoría en las localidades de Bosa, Kennedy, Engativá y Ciudad Bolívar.
Obtuvo permiso del Concejo para enajenar las acciones que el Distrito posee en la ETB y vender el 20 por ciento de la empresa del Energía de Bogotá y para vender la participación accionaria del Distrito en Capital Salud, Isagén, Grupo ISA, Promigas, Banco Popular y Nutresa, por un valor estimado de 6,6 billones de pesos. Posteriormente La venta de ETB fue declarada nula por el juzgado 4 administrativo de Bogotá porque el artículo que autorizaba dicha venta fue indebidamente incluido en el Plan de Desarrollo cuando debió haber sido discutido por aparte.
En cuanto a política ambiental se creó un instrumento de planeación denominado «Circuito Ambiental» el cual rodea la ciudad por oriente y occidente. En el norte la Reserva Van Der Hammen fue excluida del circuito ambiental donde la alcaldía ha propuesto crear urbanizaciones y vías.
Asimismo, sobre los servicios públicos, en junio de 2016, se presentó el nuevo esquema para la recolección de basuras en Bogotá, nombrado «Proyecto de Reciclaje y Aprovechamiento Sostenible» ('PRAS'). En el sistema la ciudad fue dividida en cinco zonas exclusivas, cada una de las cuales fue adjudicada a un contratista privado. Aguas de Bogotá no pudo participar en la licitación y por lo tanto perdió los derechos a recolectar basura en la ciudad, pues las aseguradoras se negaron a expedir pólizas de cumplimiento aunque la compañía presentó utilidades en 2017 por 9300 millones de pesos. En el proceso fueron despedidos 3700 empleados de Aguas de Bogotá. Como resultado, los trabajadores de Aguas de Bogotá entraron en paro que precipitó un crisis de basuras en la capital, comenzó el 1 de febrero de 2018. Tras 10 días de problemas en la recolección de las basuras la alcaldía dio por superada la crisis el 11 de febrero de 2018. El nuevo modelo de recolección de basura por parte de los contratistas privados inició a la media noche del 12 de febrero. No obstante lo anterior la crisis en la recolección de basuras persistió después del anuncio de la alcaldía.
Al finalizar su gobierno no se pudo aprobar el plan de ordenamiento territorial el cual fue votado negativamente por el Concejo de Bogotá el 2 de noviembre de 2019 recibió una votación de ocho votos contra cinco. Por lo anterior la nueva alcaldesa de Bogotá deberá presentar un nuevo plan de ordenamiento territorial. En total se hicieron 29 sesiones para el trámite del POT.

### Controversias
En julio de 2019 la Procuraduría destituyó al secretario de movilidad por irregularidades en el proceso de contratación para el sistema de semaforización inteligente de la ciudad, por el almacenamiento de 535 controladores semafóricos compatibles que no tuvieron ningún uso, lo cual implicó un sobrecosto de 13 912 millones de pesos.
El 2 de enero de 2017 opositores al gobierno radicaron una solicitud de revocatoria en contra de Peñalosa. Los comités revocatorios recaudaron aproximadamente 700 000 firmas. Un día después de radicadas las firmas, a petición del alcalde, el Consejo Nacional Electoral anunció que por primera vez revisaría los procesos revocatorios para reglamentarlos. La ponencia del CNE que buscaba reglamentar las revocatorias no obtuvo mayoría en el Consejo, por lo cual se pasó a revisar cada revocatoria una por una. Posteriormente la magistrada del CNE Ángela Hernández, a quien le asignó revisar el caso, radicó una ponencia dando vía libre a la revocatoria por considerar que el CNE no podía intervenir en el proceso revocatorio, pero la sala plena del Consejo vetó la ponencia. Peñalosa interpuso una tutela alegando que la revocatoria violaba sus derechos fundamentales pero el Tribunal Superior de Bogotá negó su petición al mismo tiempo que le advirtió al CNE que solo se podían regular los procesos revocatorios por leyes estatutarias. El 14 de junio el CNE suspendió la revocatoría del alcalde por problemas de contabilidad en los comités revocatorios.
Varios meses antes de asumir su mandato, fue acusado de tener un conflicto de interés en lo referente a la construcción del metro por sus posibles nexos con compañías como Volvo y Scania, las cuales suministran buses al sistema TransMilenio, y que había recibido en compensación más de 500 mil dólares entre 2004 y 2015. Por estos hechos algunos opositores del alcalde, lo han acusado de demorar, posponer o alterar la construcción del metro para privilegiar TransMilenio. El 10 de agosto de 2017 el contralor de Bogotá abrió una investigación fiscal para determinar si hubo detrimento patrimonial en el cambio de los diseños del metro.
Luego de haber desalojado por la fuerza y demolido el Bronx, la Alcaldía propuso que los exhabitantes que se diseminaron por los barrios circundantes fueran tratados por la fuerza, pero esto contradecía una prohibición hecha en una sentencia de la Corte Constitucional. Asimismo, la Corte Constitucional aclaró que la mendicidad no es un delito. La Alcaldía por su parte solicitó a los ciudadanos no dar limosnas, comida o ropa a los habitantes de calle, en especial a los drogadictos para no hacerles "fácil la vida en la calle".
El 22 de enero el alcalde reabrió la plaza de toros de la Santamaría para la realización de corridas siguiendo una orden de la Corte Constitucional. A las afueras de la Plaza se presentaron protestas que culminaron en disturbios entre manifestantes y policías del ESMAD. Peñalosa acusó al exalcalde Gustavo Petro de haber fomentado la violencia durante la protesta. Por estos hechos Gustavo Petro denunció a Peñalosa ante la Fiscalía por calumnia. Como resultado de lo anterior durante el resto de la jornada taurina, durante los días domingos, el alcalde ordenó un cerco policial del sector circundante a la plaza de toros, restringiendo el libre acceso a las calles circundantes.
En 2019 se denunció que el alcalde realizó 44 viajes durante su mandato al haber pasado el 12.5 % de su periodo (150 días) por fuera de la ciudad; durante estos viajes recibió la suma de 144 316 464 pesos —más de 46 mil dólares— en viáticos.
En abril de 2019 un juez administrativo falló un acto de desacato contra el alcalde por no haber cumplido con una orden cautelar que le exigía suspender las obras que el distrito desarrollaba sobre los humedales de la ciudad.
En noviembre de 2019, poco antes de terminar su gestión, Peñalosa entregó el parque Japón, un terreno de 5800 metros cuadrados en medio de uno de los lugares más exclusivos de Colombia, luego de controversias con vecinos y autoridades que se opusieron a la intervención para mejorar su mobiliario y agregar juegos para niños y una cancha sintética.
En 2021 se vio involucrado en el escándalo de los Pandora Papers revelado por el International Consortium of Investigative Journalists (ICIJ), estudiados en Colombia por la alianza periodística de El Espectador y CONNECTAS, investigación que comprobó que el exburgomaestre poseía cuentas y activos en paraísos fiscales. En la administración de sus cuentas offshore en Panamá estuvieron involucrados su  exesposa, su secretaria de hacienda de su primera administración   Alexandra Rojas Lopera quien después sería directora de transmilenio de su segunda administración entre el 2016 y 2018. Peñalosa afirmó que la constitución de estas empresas donde su participación fue ocultada a través de terceros, se debió a la necesidad de realizar consultorios de urbanismo internacional en lugares como Karachi  o Chennai  en el sur de Asia y no para evadir impuestos.

## Postgobierno

### Candidatura presidencial 2022
El 9 de junio de 2021 Peñalosa anunció en varios medios de comunicación de su país que aspirará a la presidencia de la república de Colombia como candidato independientes por firmas, con el auspicio de los exalcaldes Alejandro Char (Barranquilla) y de Federico Gutiérrez (Medellín), en la Coalición por Colombia.
El 17 de diciembre de 2021 Peñalosa, mediante una carta abierta a sus electores, confirma que no alcanzó el total de firmas necesarias para ser candidato independiente a la Presidencia de Colombia, debía recoger 580.630 firmas para lograrlo, pero no logró el objetivo. Ese día se confirmó el acercamiento entre Peñalosa y el Partido de la U para que este le diera el aval.
El 14 de enero de 2022 se confirma la noticia de que el Partido de la U le da el aval a Peñalosa para seguir en la contienda política por la presidencia de Colombia.

## Reconocimientos
Enrique Peñalosa durante su trayectoria ha recibido los siguientes galardones y reconocimientos:
- El Premio Nacional de Arquitectura de Colombia, 2000.[147]
- Eisenhower Fellowship, 2001.[148]
- El Premio de Periodismo Simón Bolívar, Bogotá-Colombia, 1986 (Por columna escrita por 12 años en El Espectador).[cita requerida]
- El Premio Gotemburgo de desarrollo sostenible, Oslo-Noruega, 2009.[149][150][151]
- En 2009 fue escogido por la publicación Planetizen en el puesto 14 de los 100 pensadores urbanos más importantes del mundo.[152]
- En 2013 fue escogido por la revista británica especializada Monocle como uno de los 10 mejores desarrolladores de modelo de ciudad del mundo para su "Dream Team" global.[153]

## Publicaciones
- Democracia y capitalismo: desafíos del próximo siglo, Fundación hacia el Desarrollo, 1984
- Capitalismo ¿la mejor opción?, Fundación hacia el Desarrollo, 1989
- Ciudad, Igualdad, Felicidad, Villegas editores, 2021